# Tàrbena
Tàrbena és un municipi des País Valencià situat a sa comarca de sa Marina Baixa.

## Geografia
Es seu terme de 31,7 km², està format per tres valls. Sa vall de Binarreal-Sacos tancat per sa Serra Carrascar de Parcent o Solana de Parelles (994) as nord, sa Serra del Ferrer (889) i sa Penya de Coll de Rates (769) a s'est, Es Pinyol Roig (778) i Es Serral (636) s'oest i sa formació des Tossal de Santa Bàrbara (697), Penyo den Sifre (615) i Tossal Groc (628) que va des nord-oest as sud-est. En ell s'originen es Riuet de Sacos i es Barranc de s'Om.
Sa vall de Bijauca format per sa Serra de ses Cordelleres o Solana de Bijouca (1001) as nord, es Somo (886) a s'oest i S'Ombria des Avencs o Penya Médoc(762) i Es Pinyol Roig as sud. Per aquesta vall corren es Barranc des Pouet de ses Peres i es Barranc de Sa Vídua.
Sa vall de sa Murta, tancat per Ses Vinyes (644) i Sa Muntanyeta (560) a s'oest, es Tossal de Santa Bàrbara, Penyal den Sifre i Tossal Groc as nord i sa Lloma des Rafalet (526) i Es Matapolls (464) s'est, pes qual discorre es Barranc de sa Murta.

### Límits
Es terme de Tàrbena limita as nord amb Parcent, Benigembla i sa Vall de Laguar; a s'est amb Xaló; as sud amb Callosa d'en Sarrià i Bolulla i a s'oest amb Castell de Castells.

### Accés
Per a arribar al municipi cal prendre sa carretera CV-715 des de Callosa o Parcent.

## Història
Es primers indicis de poblament es troben en es jaciment de Sa Cova de Dalt, habitada en es Neolític i en ses estacions d'art rupestre des Barranc del Xorquet i Sa Cova de ses Lletres (Penya Escrita). Restes d'assentaments ibèrics es troben a Sa Cova de Dalt, as paratge de Sa Muntanya i en es castell (Sa Caseta es Moros).
En època àrab pertanyia a sa jurisdicció de sa ciutat de Dénia. Hi ha notícies que en es 1090 es Cid, as seu pas pes Portus Tarna (Es Poble Dalt), s'aturà en es castell de Tàrbena.
A s'abril de 1245, es cabdill àrab al-Azraq i s'infant Alfons d'Aragó signaren es “Pacte des Pouet” pes qual s'àrab es declarava vassall des rei Jaume I, lliurant-li, immediatament, es castell de Pop i es castell de Tàrbena, retenint per un període determinat es castell de Margarida, castell de Cariola, Castell de Castells, castell de Gallinera, castell d'Alcalà i castell de Perputxent. Tàrbena va participar activament en sa revolta d'al-Azraq (1248-58). Sufocada sa rebel·lió, Jaume I lliurà es castell, sa vall, fortificacions i viles de Tàrbena, as mudèjar Muhammad ‘Amr ibn Isahq. Es suport donat per ibn Isahq as rebels de Múrcia provocà sa seua expulsió des Regne de València es 1268. Aleshores feu donació de Tàrbena (1268) a sa seua concubina, na Berenguela Alonso de Molina, qui va morir sense descendència. Posteriorment as 1274, torna a fer donació de Tàrbena, ara a sa seua nova amistança, na Sibil·la de Saga.
Es castell de Tàrbena fou un dels focus importants de sa revolta d'Ibrahim (1276-77). Per aquest motiu, sufocada sa rebel·lió, es mudèjars de Tàrbena foren expulsats. Llavors Pere es Gran atorga carta de poblament, segons sa qual s'assentaren quaranta pobladors cristians a sa vall es 1280. Poc duraren es cristians a Tàrbena, ja que as cap de poc temps sa vall tornà a ser habitada per mudèjars.
En es 1297, Jaume es Just cedí en honrat feu es castell i vila de Tàrbena a Bernat de Cabrera. Es 1310 consta com a propietat de Bernat de Sarrià, casat amb Isabel de Cabrera; a sa mort d'en Bernat totes ses seues propietats passaren a s'infant Pere d'Aragó. Formà part des Ducat de Gandia. En es 1429, s'infant Joan va vendre, amb dret de remissió, es castell i llocs de Tàrbena a Jaume Beneito i a Pere Pérez per 46.000 sous. Després, fent ús des dret de remissió, torna a vendre-la a Guerau Bou, igual que feu amb Callosa. Es nou senyor vinculà ses baronies de Callosa i Tàrbena es 1458. Es vincle acabà amb mort sense successió des quint posseïdor de sa baronia, Jaume Bou. Lluïsa Bou, casada amb Miquel de Montcada, va retenir es drets sobre es senyoriu, iniciant-se d'aquesta manera un plet que dura vora dos segles.
Amb s'expulsió des moriscos (1609), sa vall de Tàrbena queda totalment despoblada. Sa baronessa de Tàrbena, Catalina de Montcada i Bou, atorga carta de població a dinou pobladors vinguts de Mallorca. Un any després hi hagué un nou assentament amb vint-i-vuit nous pobladors illencs. Finalment es 1616 s'assentaren vint-i-quatre balears més.

## Demografia
| Població | 1.702 | 1.604 | 1.515 | 1.498 | 1.550 | 1.410 | 1.428 | 1.214 | 1.041 | 1.026 | 717 | 709 | 693 | 736 | 758 |

## Llengua
Es poble de Tàrbena i rodalia de sa Vall de Gallinera són una illa lingüística: es seus habitants parlen un dialecte influït pes parlar de Mallorca, es tret més característic des qual és es manteniment de s'article salat. Això és a causa de s'emigració des segle xvii que va portar a centenars d'immigrants mallorquins a repoblar molts de pobles de sa Marina, sa Safor i es Comtat. Moltes famílies mallorquines anaren a viure a Tàrbena. Sa parla de Tàrbena i es substrat lingüístic de tota la zona de sa Marina ha estat influït per aquesta aportació immigratòria. Amb s'objectiu de potenciar i difondre es parlar de sa, cada juny se celebra sa Festa des Parlar de Sa.

## Política i govern

### Composició de la Corporació Municipal
Es Ple de s'Ajuntament està format per 7 regidors. En ses eleccions municipals de 26 de maig de 2019 foren elegits 4 regidors d'Independents per Tàrbena (IPT-Fepal), 2 des Partit Socialista del País Valencià (PSPV-PSOE) i 1 de Ciutadans - Partit de la Ciutadania (Cs).
| Eleccions municipals de 26 de maig de 2019 - Tàrbena                                                                                  |                                          |                                     |                                     |      |          |          |
| Candidatura | Candidatura                              | Candidatura                         | Cap de llista                       | Vots | Vots     | Regidors |
| | Independents per Tàrbena                 |                                     | Francisco Javier Molines Sifre      | 186  | 52,54%   | 4 (+1)   |
| | Partit Socialista del País Valencià-PSOE |                                     | Thierry Vicent A. Mas Soliveres     | 119  | 33,62%   | 2 (-1)   |
| | Ciutadans - Partit de la Ciutadania      |                                     | Francisco Guerri Molines            | 42   | 11,86%   | 1 (+1)   |
| | Altres candidatures                      |                                     |                                     | 4    | 1,13%    | 0 ( -1)  |
| | Vots en blanc                            |                                     |                                     | 3    | 0,85%    |          |
| Total vots vàlids i regidors | Total vots vàlids i regidors             | Total vots vàlids i regidors        | Total vots vàlids i regidors        | 354  | 100 %    | 7        |
| | Vots nuls                                | Vots nuls                           | Vots nuls                           | 9    | 2,48%    |          |
| Participació (vots vàlids més nuls)                                                                                                   | Participació (vots vàlids més nuls)      | Participació (vots vàlids més nuls) | Participació (vots vàlids més nuls) | 363  | 81,76%** |          |
| Abstenció | Abstenció                                | Abstenció                           | Abstenció                           | 81*  | 18,24%** |          |
| Total cens electoral | Total cens electoral                     | Total cens electoral                | Total cens electoral                | 444* | 100 %**  |          |
| Alcalde: Francisco Javier Molines Sifre (IPT-Fepal) (15/06/2019) Per majoria absoluta dels vots dels regidors                         |                                          |                                     |                                     |      |          |          |
| Fonts: JEC, JEZ la Vila Joiosa, M. Interior, Periòdic Ara. (* No són vots sinó electors. ** Percentatge respecte del cens electoral.) |                                          |                                     |                                     |      |          |          |

Ses eleccions de 2015 les guanyà, per dos vots, s'Agrupació d'Electors Independents de Tàrbena, AEIT (Escissió des PP local), que assoli 3 regidors, seguit pes PSPV-PSOE amb 3 regidors i es PPCV amb 1 regidor. S'Ajuntament de 2015 estigué governat per una coalició formada pes PSPV i PP. Per s'acord de govern en es dos primers anys presidirà s'ajuntament José Francisco Signes Mascaró (PP) i es dos anys següents, Thierry Vicente Armand Mas Soliveres des PSPV.

### Alcaldia
Des de 2019 s'alcalde de Tàrbena és Francisco Javier Molines Sifre, d'Independents per Tàrbena (IPT-Fepal).
| Període                       | Alcalde o alcaldessa                                               | Partit polític | Data de possessió     | Observacions       |
| ----------------------------- | ------------------------------------------------------------------ | -------------- | --------------------- | ------------------ |
| 1979–1983                     | Eusebio Signes Molines                                             | PSPV-PSOE      | 19/04/1979            | --                 |
| 1983–1987                     | Juan Calafat Moncho                                                | PSPV-PSOE      | 28/05/1983            | --                 |
| 1987–1991                     | Juan Calafat Moncho                                                | PSPV-PSOE      | 30/06/1987            | --                 |
| 1991–1995                     | José Tomás Mascaró Moncho                                          | PSPV-PSOE      | 15/06/1991            | --                 |
| 1995–1999                     | José Tomás Mascaró Moncho                                          | PSPV-PSOE      | 17/06/1995            | --                 |
| 1999–2003                     | José Tomás Mascaró Moncho                                          | PSPV-PSOE      | 03/07/1999            | --                 |
| 2003–2007                     | José Tomás Mascaró Moncho                                          | PSPV-PSOE      | 14/06/2003            | --                 |
| 2007–2011                     | José Francisco Signes Mascaró                                      | PP             | 16/06/2007            | --                 |
| 2011–2015                     | José Francisco Signes Mascaró                                      | PP             | 11/06/2011            | --                 |
| 2015–2019                     | José Francisco Signes Mascaró Thierry Vicente Armand Mas Soliveres | PP PSPV-PSOE   | 13/06/2015 29/08/2017 | Pacte de govern -- |
| 2019-2023                     | Francisco Javier Molines Sifre                                     | IPT-Fepal      | 15/06/2019            | --                 |
| Des de 2023                   | n/d                                                                | n/d            | 17/06/2023            | --                 |
| Fonts: Generalitat Valenciana |                                                                    |                |                       |                    |

## Llocs d'interés

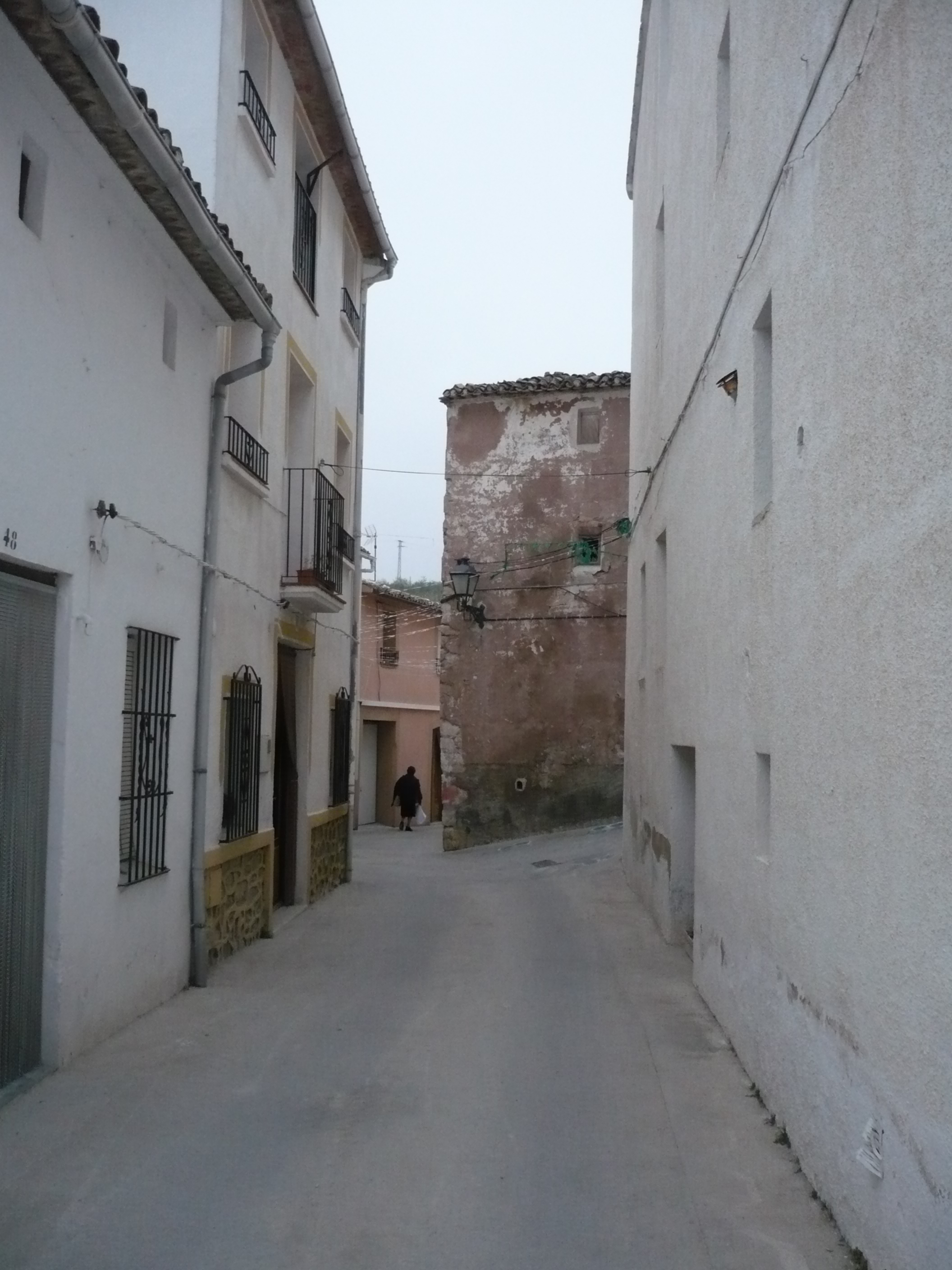
Carrer Sant Antoni

- Església Parroquial, amb façana policroma.

- Castell de Tàrbena (sa Caseta es Moros): castell d'origen musulmà, encara que sa majoria des seu aspecte correspon a reformes cristianes. Es localitza prop des poble, as turó de Segué, a una altura de 700 m. Des d'aquest lloc es domina sa vall i s'accés a Parcent pes coll de Rates.

- Paratges d'interés: Cases de Bijauca i despoblat morisc de Garx a sa solana des Carrascar de Parcent. Cova es Moret, Cova es Vell, s'Ombria des Avencs, sa Muntanya, etc.